# Music of the Spheres (Doctor Who)
Music of the Spheres est un épisode spécial de la série Doctor Who diffusé pour le spectacle musical Doctor Who at the Prom le 27 juillet 2008. Il s'agit d'un petit épisode de transition mettant en scène le Docteur et un Graske se rendant compte qu'un trou noir dans le TARDIS est relié au Royal Albert Hall de Londres, où le spectacle avait lieu.